# 平原大敬
平原 大敬（ひらばら ひろたか、1986年12月21日 - ）は、日本の元ラグビー選手。

## プロフィール
- 宮崎県出身[1]。
- 現役時代のポジションはプロップ(PR)。
- 身長 176cm、体重 116kg
- ニックネームはひらばら。
- U19日本代表[2]や日本Ａ代表[3]に選ばれたことがある。

## 略歴
ラグビーを始めたきっかけはいとこの勧めから。
2005年、高鍋高校卒業後、帝京大学に入る。なお高鍋高校時代、第28回全国高校東西対抗試合の参加メンバーに選出された。
2009年、帝京大学卒業後、コカ・コーラウエストレッドスパークスに加入。同年9月27日に行われたジャパンラグビートップリーグ第4節の三洋電機ワイルドナイツ戦にて途中出場で公式戦初出場を果たす。
2011年、コカ・コーラウエストレッドスパークスの主将に就任した。1シーズン務めた。
2017年、豊田自動織機シャトルズ(現・豊田自動織機シャトルズ愛知)に加入。
2019年、神戸製鋼コベルコスティーラーズ(現・コベルコ神戸製鋼スティーラーズ)に加入。
2021年2月、トップリーグ・リーグ戦通算100試合出場達成。
2022年、家業を継ぐため現役を引退した。